# Liste der Staatsoberhäupter 1878
Übersicht
◄◄ | ◄ | 1874 | 1875 | 1876 | 1877 | Liste der Staatsoberhäupter 1878 | 1879 | 1880 | 1881 | 1882 | ► | ►►

Weitere Ereignisse

## Afrika
- Ägypten (Teil des Osmanischen Reichs)
  - Khedive: Ismail Pascha (1867–1879)

- Äthiopien
  - Kaiser: Yohannes IV. (1871–1889)

- Buganda
  - Kabaka: Mutesa I. (1856–1884)

- Bunyoro
  - Omukama: Kabalega (1869–1898)

- Burundi
  - König: Mwezi IV. Gisabo (1852–1908)

- Dahomey
  - König: Glélé (1856–1889)

- Liberia
  - Präsident: James Spriggs Payne (1868–1870, 1876–1878)
  - Präsident: Anthony W. Gardiner (1878–1883)

- Marokko
  - Sultan: Mulai al-Hassan I (1873–1894)

- Ruanda
  - König: Kigeri IV. (1853–1895)

- Kalifat von Sokoto
  - Kalif: Mu'azu Ahmad (1877–1881)

- Zulu
  - König: Cetshwayo kaMpande (1872–1884)

## Amerika

### Nordamerika
- Kanada
  - Staatsoberhaupt: Königin: Victoria (1867–1901)
  - Generalgouverneur:
    1. Frederick Hamilton-Temple-Blackwood, Earl of Dufferin (1872–1878)
    2. John Campbell, Marquess of Lorne (1878–1883)

  - Regierungschef:
    1. Premierminister: Alexander Mackenzie (1873–1878)
    2. Premierminister: John A. Macdonald (1867–1873, 17. Oktober 1878–1891)

- Mexiko
  - Staats- und Regierungschef: Präsident: Porfirio Díaz (1876–1880, 1884–1911)

- Vereinigte Staaten von Amerika
  - Staats- und Regierungschef: Präsident: Rutherford B. Hayes (4. März 1877–1881)

### Mittelamerika
- Costa Rica
  - Staats- und Regierungschef: Präsident Tomás Guardia Gutiérrez (1870–1876, 1877–1882)

- Dominikanische Republik
  - Staats- und Regierungschef:
    1. Präsident Buenaventura Báez (1849–1853, 1856–1858, 1868–1873, 1876–24. Februar 1878)
    2. Präsident Cesáreo Guillermo (12. April 1878–1879)

- El Salvador
  - Staats- und Regierungschef: Präsident Rafael Zaldívar (1876–1884)

- Guatemala
  - Staats- und Regierungschef: Präsident Justo Rufino Barrios (1873–1885)

- Haiti
  - Staats- und Regierungschef: Präsident Pierre Théoma Boisrond-Canal (1876–1879)

- Honduras
  - Staats- und Regierungschef: Präsident Marco Aurelio Soto Martínez (1876–1883)

- Nicaragua
  - Staats- und Regierungschef: Präsident Pedro Joaquín Chamorro y Alfaro (1875–1879)

### Südamerika
- Argentinien
  - Staats- und Regierungschef: Präsident: Nicolás Avellaneda (1874–1880)

- Bolivien
  - Staats- und Regierungschef: Präsident: Hilarión Daza (1876–1879)

- Brasilien
  - Herrscher: Kaiser: Peter II. (1831–1889)

- Chile
  - Staats- und Regierungschef: Präsident: Aníbal Pinto Garmendia (1876–1881)

- Ecuador
  - Staats- und Regierungschef: (übergangsweise) Ignacio de Veintemilla (1876–1883)

- Kolumbien
  - Staats- und Regierungschef:
    1. Präsident Aquileo Parra (1876–1. April 1878)
    2. Präsident Julián Trujillo Largacha (1. April 1878–1880)

- Paraguay
  - Staats- und Regierungschef:
    1. Präsident Higinio Uriarte (1877–25. November 1878)
    2. Präsident Cándido Bareiro (27. November 1878–1880)

- Peru (umstritten)
  - Staats- und Regierungschef: Präsident Mariano Ignacio Prado (1876–1879)

- Uruguay
  - Staats- und Regierungschef: (provisorisch) Lorenzo Latorre (1876–1880)

- Venezuela
  - Staats- und Regierungschef: Präsident Antonio Guzmán Blanco (1870–1884, 1886–1888)

## Asien
- Abu Dhabi:
  - Emir: Zayed I. (1855–1909)

- Adschman:
  - Scheich: Raschid II. (1872–1891)

- Afghanistan
  - Emir: Shir Ali Khan (1867–1879)

- Bahrain:
  - Emir: Isa I. (1869–1932)

- China (Qing-Dynastie):
  - Kaiser: Guangxu (1875–1908)

- Britisch-Indien
  - Kaiserin: Victoria (1877–1901)
  - Vizekönig: Robert Bulwer-Lytton (1876–1880)

- Japan
  - Kaiser: Mutsuhito (1867–1912)

- Korea:
  - König: Gojong (1864–1897)

- Kuwait:
  - Emir: Abdullah II. (1866–1892)

- Oman:
  - Sultan: Turki ibn Said (1871–1888)

- Persien (Kadscharen-Dynastie)
  - Schah: Naser od-Din Schah (1848–1896)

- Thailand
  - König: Chulalongkorn, König von Thailand (1868–1910)

## Australien und Ozeanien
- Hawaii
  - König: David Kalākaua (1874–1891)

## Europa
- Andorra
  - Co-Fürsten:
    - Staatspräsident von Frankreich: Patrice de Mac-Mahon (1873–1879)
    - Bischof von Urgell: Josep Caixal i Estradé (1851–1879)

- Belgien
  - Staatsoberhaupt: König Leopold II. (1865–1909)
  - Regierungschef:
    - Ministerpräsident Jules Malou (1874–19. Juni 1878, 1884)
    - Ministerpräsident Walthère Frère-Orban (1868–1870, 19. Juni 1878–1884)

- Dänemark
  - Staatsoberhaupt: König: Christian IX. (1863–1906)
  - Regierungschef: Ministerpräsident Jacob Brønnum Scavenius Estrup (1875–1894)

- Deutsches Reich
  - Kaiser: Wilhelm I. (18. Januar 1871–1888)
    - Reichskanzler: Otto von Bismarck (1871–1890)

  - Anhalt
    - Herzog: Friedrich I. (1871–1904)
      - Staatsminister: Anton von Krosigk (1875–1892)

  - Baden
    - Großherzog: Friedrich I. (1856–1907)
      - Staatsminister: Ludwig Turban der Ältere (1876–1893)

  - Bayern:
    - König: Ludwig II. (1864–1886)
      - Vorsitzender im Ministerrat: Adolph von Pfretzschner (1872–1880)

  - Braunschweig
    - Herzog: Wilhelm (1831–1884)

  - Bremen
    - Bürgermeister: Friedrich Pfeiffer (1875–1879)

  - Reichsland Elsaß-Lothringen (bis 1879 direkt durch das Reich verwaltet)
    - Oberpräsident: Eduard von Möller (1871–1879)

  - Hamburg
    - Erster Bürgermeister: Gustav Heinrich Kirchenpauer (1871–1872) (1875) (1878) (1881) (1884) (1887)

  - Hessen-Darmstadt
    - Großherzog: Ludwig IV. (1877–1892)
      - Präsident des Gesamtministeriums: Julius Rinck Freiherr von Starck (1876–1879)

  - Lippe
    - Fürst: Woldemar (1875–1895)

  - Lübeck
    - Bürgermeister: Theodor Curtius (1869–1870, 1873–1874, 1877–1878)

  - Mecklenburg-Schwerin
    - Großherzog: Friedrich Franz II. (1842–1883)
      - Präsident des Staatsministeriums: Henning von Bassewitz (1869–1885)

  - Mecklenburg-Strelitz
    - Großherzog: Friedrich Wilhelm (1860–1904)

  - Oldenburg
    - Großherzog: Nikolaus Friedrich Peter (1853–1900)
      - Staatsminister: Friedrich Andreas Ruhstrat (1876–1890)

  - Preußen:
    - König: Wilhelm I. (1861–1888)
      - Ministerpräsident: Otto von Bismarck (1862–1873) (1873–1890)

  - Reuß ältere Linie
    - Fürst: Heinrich XXII. (1859–1902)

  - Reuß jüngere Linie
    - Fürst: Heinrich XIV. (1867–1913)

  - Sachsen:
    - König: Albert (1873–1902)
      - Vorsitzender des Gesamtministeriums: Georg Friedrich Alfred Graf von Fabrice (1876–1891)

  - Sachsen-Altenburg
    - Herzog: Ernst I. (1853–1908)

  - Sachsen-Coburg und Gotha
    - Herzog: Ernst II. (1844–1893)
      - Staatsminister: Camillo von Seebach (1849–1888)

  - Herzogtum Sachsen-Meiningen
    - Herzog: Georg II. (1866–1914)

  - Sachsen-Weimar-Eisenach
    - Großherzog: Carl Alexander (1853–1901)

  - Schaumburg-Lippe
    - Fürst: Adolf I. Georg (1860–1893)

  - Schwarzburg-Rudolstadt
    - Fürst: Georg Albert (1869–1890)

  - Schwarzburg-Sondershausen
    - Fürst: Günther Friedrich Karl II. (1835–1880)

  - Waldeck und Pyrmont (seit 1968 durch Preußen verwaltet)
    - Fürst: Georg Viktor (1845–1893)
    - Preußischer Landesdirektor: Hugo von Sommerfeld (1872–1881)

  - Württemberg:
    - König: Karl I. (1864–1891)
      - Präsident des Staatsministeriums: Hermann von Mittnacht (1876–1900)

- Frankreich
  - Präsidenten: Patrice de Mac-Mahon (1873–1879)

- Griechenland
  - König: Georg I. (1863–1913)

- Italien
  - König: Viktor Emanuel II. (1861–1878)
  - König: Umberto I. (1878–1900)

- Monaco
  - Fürst Charles III. (1856–1889)

- Montenegro (bis 1878 unter osmanischer Suzeränität)
  - Fürst: Nikola I. Petrović Njegoš (1860–1918) (ab 1910 König)

- Neutral-Moresnet
  - König: Leopold II. (1865–1909)
  - König: Wilhelm I. (1861–1888)
  - Bürgermeister: Joseph Kohl (1859–1882)

- Niederlande
  - König: Wilhelm III. (1849–1890)

- Norwegen
  - König: Oskar II. (1872–1905) (identisch mit Oskar II. von Schweden; Norwegisch-Schwedische Personalunion)

- Osmanisches Reich:
  - Sultan: Abdülhamid II. (1876–1909)

- Österreich-Ungarn
  - Kaiser und König: Franz Joseph I. (1848–1916)

- Portugal
  - König: Ludwig I. (1861–1889)

- Rumänien (bis 1878 unter osmanischer Suzeränität)
  - Staatsoberhaupt: Fürst Karl I. (1866–1914) (ab 1881 König)
  - Regierungschef: Ministerpräsident Ion C. Brătianu (1868, 1876–1881, 1881–1888)

- Russland
  - Kaiser: Alexander II. (1855–1881)

- Schweden
  - König: Oskar II. (1872–1907) (1872–1905 König von Norwegen)

- Serbien (bis 1878 unter osmanischer Suzeränität)
  - Fürst: Milan Obrenović IV. (1868–1889) (ab 1882 König)

- Spanien
  - König: Alfons XII. (1874–1885)

- Ungarn
  - König: Franz Joseph I. (1848–1916) (1848–1916 König von Böhmen, 1848–1916 Kaiser von Österreich)

- Vereinigtes Königreich
  - Staatsoberhaupt: Königin Victoria (1837–1901) (1877–1901 Kaiserin von Indien)
  - Regierungschef: Premierminister Benjamin Disraeli, 1. Earl of Beaconsfield (1868, 1874–1880)